# Мирипристины
Мирипристины (лат. Myripristinae) — подсемейство  лучепёрых рыб из семейства голоцентровых отряда Holocentriformes. Распространены в тропических и субтропических водах всех океанов.

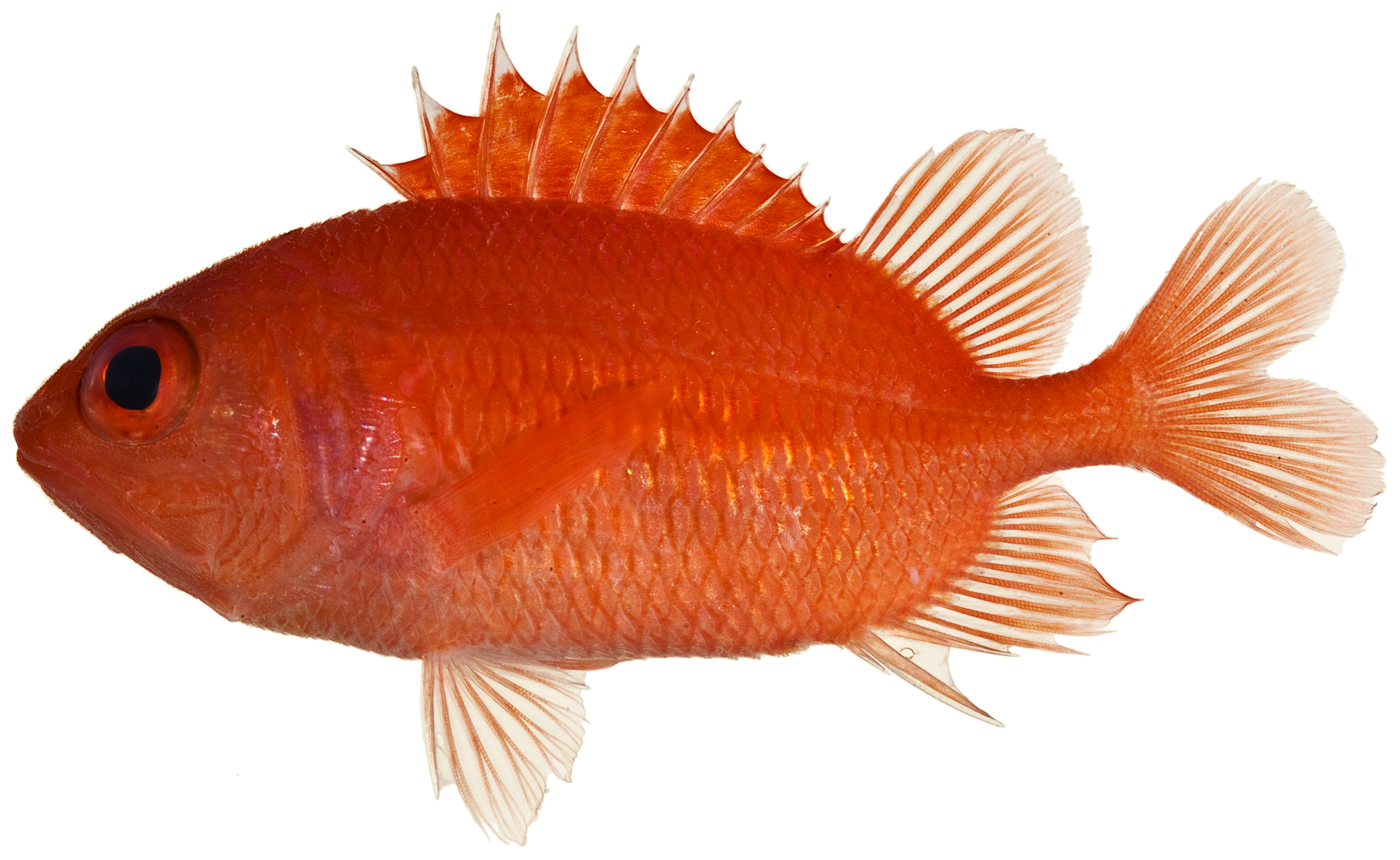
Plectrypops retrospinis

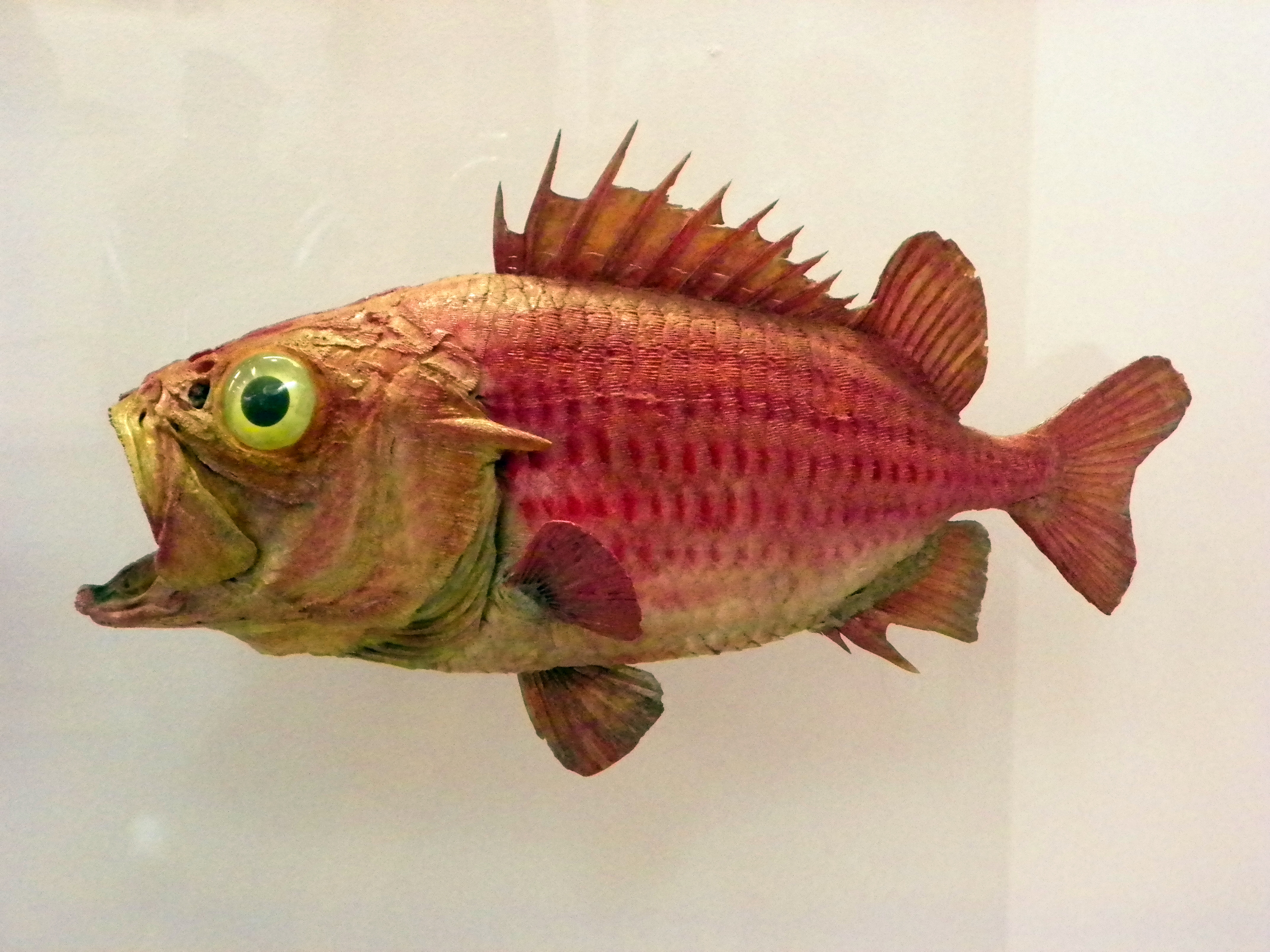
Ostichthys japonicus

## Характерные признаки
На углу предкрышки острый шип отсутствует (кроме Corniger spinosus). Самая длинная колючка анального плавника короче самого длинного колючего луча спинного плавника. В мягкой части анального плавника 10—16 лучей. Плавательный пузырь расположен в передней трети тела. Его передний конец раздвоен и образует две раздельные камеры, каждая из которых соединена со слуховой капсулой в черепе.

## Классификация
В составе подсемейства выделяют пять родов с 43 видами:
- Род Corniger  Agassiz, 1831 — корнигеры (монотипический)
  -  Corniger spinosus Agassiz, 1831 — колючий корнигер
- Род Myripristis  Cuvier, 1829 — кандили, или мирипристы (28 видов)
- Род  Ostichthys  Cuvier, 1829 —  шероховатые кандили (11 видов)
- Род  Plectrypops   Gill, 1862 —  колючещёкие кандили (два вида)
- Род  Pristilepis  J. E. Randall, Shimizu & Yamakawa, 1982 —  колючерылые рыбы-солдаты (монотипический)
  -  Pristilepis oligolepis (Whitley), 1941 —  колючерылая рыба-солдат